# Guelfo da Lombrici
Guelfo da Lombrici o Guelfo da Lucca (... – Arezzo, 1287) è stato un politico italiano, priore di Arezzo dal 1285 alla morte.

## Biografia
Originario di Lucca, si trasferì ad Arezzo nella seconda metà del XIII secolo, divenendovi importante esponente della fazione popolare e capitano del popolo. Nel 1285 infine il regime guelfo che governava Arezzo, indebolito dalle lotte col vescovo ghibellino Guglielmino degli Ubertini, fu rovesciato proprio da un colpo di Stato della fazione popolare, che elesse Guelfo da Lombrici a propria guida.
Guelfo da Lombrici, già eletto priore delle arti aretine, divenne quindi priore unico di Arezzo, assistito da un gruppo di sottopriori. Presto il priore adottò una politica di dura e radicale persecuzione della fazione nobiliare, volta a rafforzare il potere del Comune contro quello dei signori delle campagne circostanti. Tale condotta rese quindi Guelfo da Lombrici il nemico comune dei nobili guelfi e ghibellini, che nel 1287 misero da parte le proprie divisioni e si coalizzarono sotto la guida del vescovo Guglielmino, allora in esilio. Attaccata Arezzo, il governo ultrapopolare fu abbattuto, e il priore, che aveva provato a fuggire, fu catturato e lasciato morire di fame in una cisterna.
La morte di Guelfo da Lombrici riportò il governo di Arezzo nelle mani dell'aristocrazia, che presto tuttavia si divise nuovamente tra guelfi e ghibellini. Furono i secondi a prevalere: il vescovo Guglielmino, ormai signore della città, nello stesso 1287 esiliò i guelfi da Arezzo. Essi avrebbero quindi chiesto aiuto ai propri alleati toscani, segnatamente a Firenze, portando infine alla battaglia di Campaldino del 1289.